# Occidryas bayensis
Occidryas bayensis är en fjärilsart som beskrevs av Sternitzky 1937. Occidryas bayensis ingår i släktet Occidryas och familjen praktfjärilar. Inga underarter finns listade i Catalogue of Life.